# Melitta piersbakeri
Melitta piersbakeri là một loài ong trong họ Melittidae. Loài này được Engel miêu tả khoa học đầu tiên năm 2005.